# Chrom(III)-hydroxid
Chrom(III)-hydroxid ist eine chemische Verbindung aus der Gruppe der Hydroxide mit der Formel Cr(OH)3. 

## Gewinnung und Darstellung

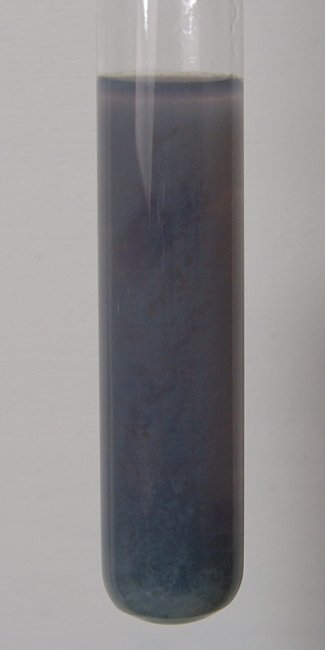
Fällung von Chrom(III)-hydroxid aus einer Chrom(III)-sulfatlösung

Chrom(III)-hydroxid kann durch Fällung aus Chrom(III)-chlorid- oder Chrom(III)-sulfatlösung mit Ammoniak dargestellt werden. Es bildet hierbei einen grauen bis grünen Niederschlag.
{\displaystyle \mathrm {Cr^{3+}+3\ OH^{-}\longrightarrow Cr(OH)_{3}} }

Größere Mengen sind im Labor über die Umsetzung von Chrom(VI)-oxid mit Ethanol und anschließendem Kochen am Rückfluss zugänglich:
{\displaystyle {\ce {2 CrO3 + 3 C2H5OH -> 2 Cr(OH)3 + 3 CH3CHO + 3 H2O}}}

## Eigenschaften
Chrom(III)-hydroxid ist (wie viele Metallhydroxide) schwer in Wasser löslich. Es ist ein amphoteres Hydroxid, also sowohl im sauren, als auch im alkalischen Medium löslich. In Säuren löst es sich unter Bildung von Cr3+-Ionen, in konzentrierten Basen unter Bildung von grünen [Cr(OH)6]3−-Ionen.

## Verwendung
Chrom(III)-hydroxid wird zur Herstellung von Chrom-Pigmenten verwendet.